# Discovery Kids Asia
A Discovery Kids Asia egy műholdas és kábel gyermekcsatorna, melynek korábbi tulajdonosa a Discovery Communications volt, majd későbbi üzemeltetője a Discovery Network Asia lett. A csatorna a 4 és 12 éves korosztály számára sugároz ismeretterjesztő, és természetfilmeket.
A Discovery Kids Asia hétköznapontként, míg a Discovery Channel a hétvégén sugároz osztott frekvencián.

## Weboldal
- Discovery Kids Asia[4]